# 圣彼得堡国立化学制药学院
圣彼得堡国立化学制药大學（俄语：Санкт-Петербургская государственная химико-фармацевтическая университет），是一所俄罗斯国立高等教育院校，始建于1919年10月22日。学校设有化学制药系、制药技术工程及成人再教育三个主系。其中，化学制药系、制药技术工程系提供5年制硕士学位（制药工程系为“工程师”证书）。
学校除俄罗斯学生外还有来自叙利亚、摩洛哥、巴勒斯坦、越南、中国等不同国家的留学生，并为外国留学生提供1年预科语言教育。